# Палата на физиката
Палатата на физиката в Казанлък е единствена не само в България, но и на Балканския полуостров. Създадена е през 1977 г., а от 1987 г. е филиал на Националния политехнически музей в София.
Палатата има за цел:
- да събира и съхранява уникални учебно-технически средства
- да популяризира постиженията на физиката във всички нейни форми
- да информира за всички новости в света на откритията

## Експозиция
Изградена е на тематичен принцип и включва раздели:
- Измерителни уреди
- Прости механизми
- Статика
- Аеростатика
- Електростатика
- Топлинни явления
- Оптика
- Електричество и магнетизъм
- Звук
- Забавна физика

## Демонстрации
Палатата на физиката разполага с демонстрационен кабинет, където по предварителна заявка на посетителите се демонстрират атрактивни, основни, физични закони и техните приложения.

## Изложби
- Разходка из физиката
- Механика
- Озонът
- Защо магнитите привличат
- Времеизмерване
- 100 г. проф. Екатерина Михайлова,
- 100 г. акад. Георги Наджаков.

## Контакт
- Гр. Казанлък,
- пощенски код 6100
- ул. „Цар Борис I“ №2
- тел. 0431/ 650 06

Считано от 06.2014 г. палатата не функционира, а всички образци са преместени за съхранение и евентуално бъдеще излагане в София.